# Thomas Libiih
Thomas Libiih (Douala, 17 novembre 1967) è un ex calciatore camerunese, di ruolo centrocampista.

## Palmarès

### Club

#### Competizioni nazionali
- Coppa del Camerun: 2

Tonnere Yaoundé